# Alicja Wahl
Alicja Wahl (ur. 12 października 1932 w Warszawie, zm. 19 października 2020 w Konstancinie-Jeziornie) – polska malarka i rysowniczka, animatorka życia kulturalnego Warszawy lat 80. i 90.

## Życiorys
Studiowała w Akademii Sztuk Pięknych w Warszawie w latach 1952–1957, na wydziale malarstwa, w pracowni i pod kierunkiem prof. Eugeniusza Eibischa. Aneks do dyplomu przygotowała w Zakładzie Ceramiki ASP w roku 1958, w pracowni profesor Wandy Golakowskiej. Studia w Warszawskiej ASP odbywała równolegle z siostrą bliźniaczką Bożeną Wahl. Od roku 1961 artystki wystawiały wspólnie; na pierwszej wystawie w Galerii Krzywe Koło – ceramikę, potem na kolejnych, rysunek i malarstwo.
W 1979 roku w domu na Warszawskim Żoliborzu Alicja Wahl otworzyła autorską galerię sztuki, którą w pierwszych latach działalności prowadziła wspólnie z siostrą Bożeną Wahl. Była to jedna z pierwszych prywatnych placówek tego typu w Polsce. Galeria A. B. Wahl specjalizowała się w prezentowaniu artystów hołdujących szeroko pojmowanej stylistyce i poetyce surrealizmu oraz ekspresyjnej i metaforycznej figuracji, co odzwierciedlało również zainteresowania artystyczne założycielki galerii. Ambicją Alicji Wahl było skupienie wokół galerii najwybitniejszych polskich malarzy, rzeźbiarzy i grafików. W galerii wystawiali między innymi: Jan Lebenstein, Jan Tarasin, Teresa Pągowska, Henryk Tomaszewski, Franciszek Starowieyski, Tadeusz Brzozowski, Zdzisław Beksiński, Tadeusz Dominik, Jacek Sienicki, Jacek Waltoś, Adam Hoffmann, Andrzej Dudziński, Waldemar Świerzy. Odbywały się tu również wystawy retrospektywne m.in.: Witkacego, Brunona Schulza, Alfreda Lenicy. Galeria A.B. Wahl przez wiele lat pełniła rolę warszawskiego salonu przez, który przewijali się pisarze, artyści teatru i filmu oraz dyplomaci.

## Życie prywatne
Jej mężem (w latach 1954–1968) był pisarz, Roman Bratny, z którym miała córkę, Julię. Jej wnuczką jest Natalia Luniak projektantka zabawek Kalimba i prezeska Fundacji imienia Alicji i Bożeny Wahl. Jej dziadkiem był Ludwik Wahl. Przez ponad 20 lat była związana z pisarzem Jerzym Żurkiem.

## Twórczość
Siostry Wahl już w latach 60. zasłynęły rysunkami inspirowanymi dziełami literackimi Homera, Cervantesa, Prousta, Kafki, Lampedusy i innych. Rysunki, przedstawiające autorskie wizje symboli zawartych w literaturze, były wystawiane w galeriach Paryża, Nowego Jorku, Sztokholmu i Berlina. Recenzenci zwracali uwagę na specyficzny warsztat niepodlegający wpływom i manieryzmowi.

Jest w tych rysunkach moment zaskoczenia, niespodzianki, który sprawia, że żyją one życiem niezależnym od inspirującego je tekstu, że w stosunku do tego tekstu zachowują pozycję jedynie słuszną, to znaczy nie wiążącą i własną. Alicja Wahl rysuje Homera tak, jak rysuje się płynącą rzekę, mieniącą się srebrem, uroczystą i niezgłębioną, rysuje Kafkę tak, jak rysuje się sny: zabarwione trującą zielenią i wszędzie obecnym, upartym fioletem […]

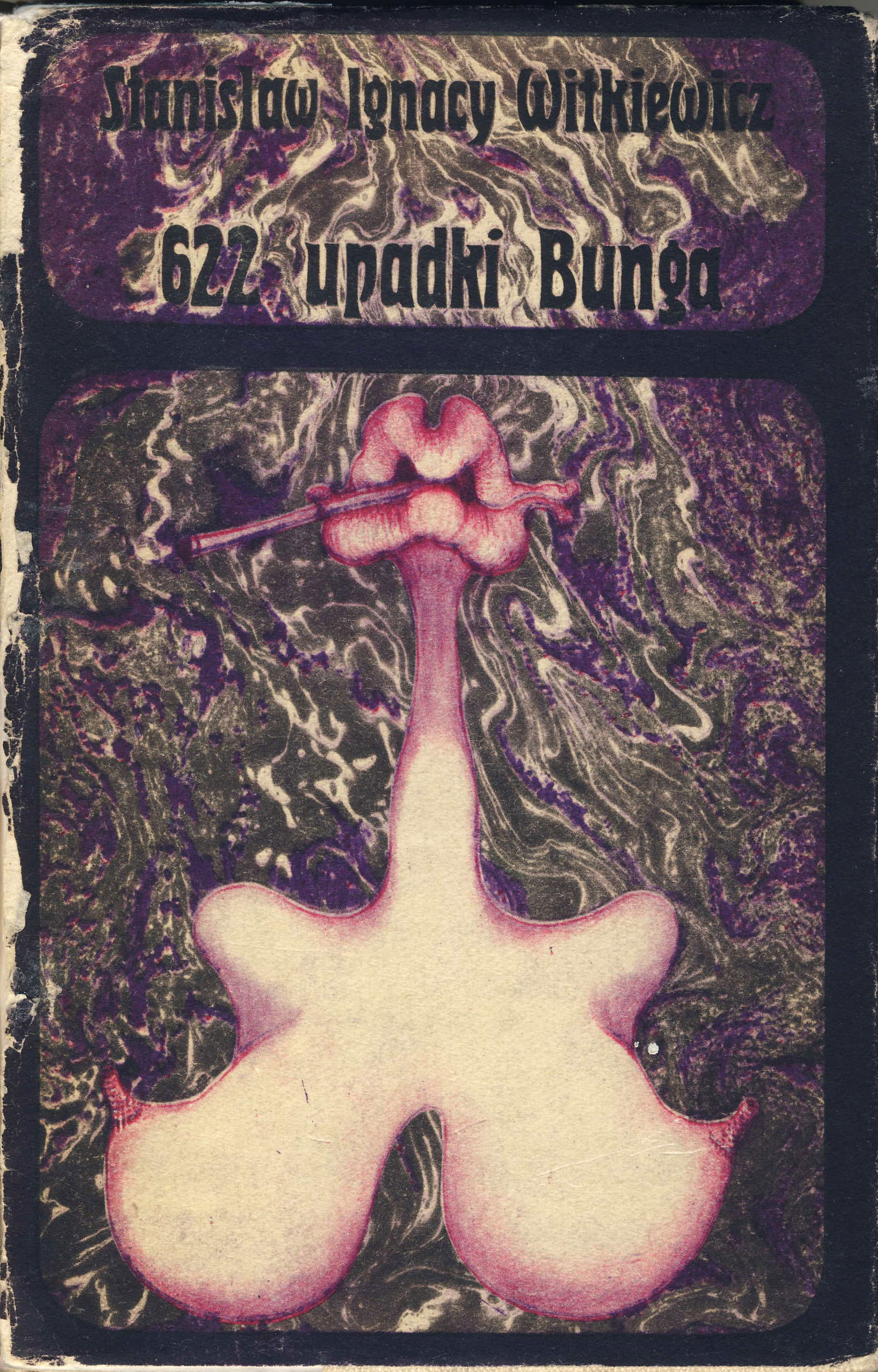
Projekt okładki do powieści Witkacego autorstwa Alicji Wahl, 1972

W latach 60. i 70. Alicja Wahl współpracowała z tygodnikiem „Kultura”, czasopismami „Ty i ja”, „Szpilki” oraz z wydawnictwami jako rysowniczka i ilustratorka. Tworzyła okładki do książek m.in.: Oscara Wilde’a, Carla Zuckmayera, Augusta Strindberga, Romana Bratnego i Leopolda Buczkowskiego. Jest także autorką ilustracji do pierwszego wydania „622 upadki Bunga, czyli Demoniczna kobieta” Witkacego, które wywołały takie oburzenie cenzury, że cały nakład został wycofany, aby wydrzeć z niego stronę przed tytułową, z jak ją określono „zbyt erotyczną” ilustracją.
Alicja wspólnie z siostrą Bożeną Wahl tworzyła również scenografię do spektakli Teatru Telewizji (m.ni.: „Oczy są ogniem, czoło jest zwierciadłem” reż. Olga Lipińska, 1966, „Zemsta sieroty”, reż. Jerzy Gruza, 1968, „Kurka wodna” reż. Tadeusz Minc, 1971, „Krzesło w szczerym polu” reż. Janusz Majewski, 1970, „Misterium niedzielne” reż. Krystyna Sznerr, 1971) oraz kabaretów: „Wieczór ze Szpakiem”, 1966, „Divertimento c-moll”, 1966, a także Kabaretu Starszych Panów; odcinek XVI „Zaopiekujcie się Leonem”.
Początkowo twórczość malarska i rysunkowa obu sióstr reprezentuje podobną stylistykę i dotyczy zbliżonych sfer doznań – poczucia samotności, dramatu istnienia, tajemniczych sił przyrody, siostrzeństwa oraz seksualności. Dopiero od lat 70. staje się ona bardziej odrębna, zyskując indywidualne cechy. W pracach Alicji zaczyna pojawiać się kolor i jej paleta staje się jaśniejsza. Artystka była wierna figuracji, zaś wątkiem obecnym w jej twórczości od samego początku była kobieca seksualność. W latach 70. pracując w odizolowanej przez komunizm Polsce, bez dostępu do pism teoretyczek, krytyczek i filozofek feminizmu drugiej fali, poruszała ten temat w sposób unikalny i intuicyjny. Jej fantazja erotyczna wydaje się być nieograniczona. Opowiadając własnym językiem o tym, co w relacjach między ludźmi niepokojące tworzyła pełne napięcia, ale również humoru uniwersum zamieszkiwane przez łączące w sobie cechy ludzkie i nieludzkie nadrealne stwory. Jej twórczość z tego okresu można by określić jako cielesny surrealizm. Począwszy od lat 80. Alicja Wahl w swojej działalności zaczyna skupiać się na malarstwie, które z czasem zdominuje jej praktykę artystyczną. Precyzyjną kreskę zastępuje szeroko kładziona plama, a ważnym środkiem modelowania postaci i tworzenia atmosfery płótna staje się światło. W pełnych ekspresji pracach z tego okresu pobrzmiewa echo fascynacji luminizmem i twórczością Caravaggia, a w sposobie kładzenia farby przede wszystkim dziełami Williama Turnera. Charakterystyczną cechą płócien artystki pochodzących z tego okresu jest próba uchwycenia ruchu, zaś dominującym tematem jest przedstawienie postaci kobiecej.
Prace Alicji Wahl znajdują się w zbiorach publicznych m.in.: Muzeum Narodowego w Warszawie, Muzeum Narodowego w Kielcach, Muzeum Narodowego w Szczecinie, Zachęcie - Narodowej Galerii Sztuki, Muzeum Literatury w Warszawie, a także FAMM (Femmes Artistes du Musée de Mougins) oraz w kolekcjach prywatnych m.in.: Grażyny Kulczyk.

## Wystawy indywidualne lub wspólne z siostrą
- 2021 “Siostry Alicja i Bożena Wahl” Galeria lokal_30, Warszawa[9]
- 2021 “Siostry Alicja i Bożena Wahl” Fundacja Arton, Warszawa[10]
- 1997 Galeria A. B. Wahl, Warszawa – wystawa indywidualna
- 1993 La Galerie Agnieszka Bielińska, Bruksela – wystawa indywidualna
- 1992 Galeria A.B. Wahl, Warszawa – wystawa indywidualna
- 1985 Galeria A.B. Wahl, Warszawa
- 1983 Galeria BWA Baszta Czarownic, Słupsk
- 1983 Galeria BWA, Gorzów Wielkopolski
- 1983 Galeria BWA, Konin
- 1982 Galeria BWA, Białystok
- 1982 Galeria BWA, Tarnów
- 1981 Galeria u Kalimacha, Toruń
- 1980 Kurt Schumacher, Bonn
- 1980 Galeria Sztuki BWA, Łódź
- 1980 Polski Instytut Kultury, Paryż
- 1979 Galeria A.B. Wahl, Warszawa
- 1975 Galerie Hinskes – Kocea, Xanten
- 1975 Galerie L Elisabeth Henning, Hamburg
- 1974 Galerie Warschau, Berlin
- 1974 Galeria Zapiecek, Warszawa
- 1973 Galerie L Elisabeth Henning, Hamburg
- 1971 Galeria Latina, Sztokholm
- 1969 Galeria Mazowiecka, Warszawa
- 1967 Galeria Le Ranelagh, Paryż
- 1966 Galeria Sztuki Nowoczesnej (dawne Krzywe Koło), Warszawa
- 1962 Galeria Krzywe Koło, Warszawa
- 1961 Galeria Krzywe Koło, Warszawa – ceramika

## Wystawy zbiorowe
- 2024 “Chcemy całego życia. Feminizmy w sztuce polskiej" Państwowa Galeria Sztuki, Sopot[11]
- 2023 “Czułość wyuzdania” Galeria lokal_30, Warszawa[12] – z udziałem m.in.: Natalia LL, Dorota Nieznalska, Zuzanna Janin, Jan Możdżyński, Anna Orbaczewska, Joanna Rajkowska, Teresa Tyszkiewicz
- 2023 “I saw the other side of the sun with you: Female Surrealists from Eastern Europe” Cromwell Place, Londyn[13] – z udziałem m.in.: Alina Szapocznikow, Erna Rosenstein, Maria Anto, Franciszka Themerson
- 2023 “Old veins, new tunnels” Gallery Heidi, Berlin[14] -z udziałem m.in.: Alina Szapocznikow, Leidy Churchman, Royce Weatherly
- 1987 Galeria A.B. Wahl, Warszawa -z udziałem m.in.: Jerzy Tchórzewski, Teresa Pągowska, Barbara Jonscher, Zdzisław Beksiński, Franciszek Starowieyski, Jerzy Stajuda
- 1987 Galeria A.B. Wahl, Warszawa – wystawa wspólna z siostrą Bożeną Wahl i Wiktorem Gajdą
- 1981 “Tadeusz Brzozowski – Przyjaciele i Uczniowie” Galeria BWA Arsenał, Poznań – z udziałem m.in.: Jan Dobkowski, Kazimierz Mikulski, Jerzy Stajuda, Jerzy Tchórzewski, Jacek Waltoś, Ryszard Winiarski
- 1981 Galeria A.B. Wahl, Warszawa
- 1980 Galeria Radar, Warszawa
- 1976 Galeria Art, Warszawa
- 1975 “The year of the woman" Bronx Museum of the arts, Nowy Jork
- 1974 Galerie Kubus, Monachium – wystawa wspólna z siostrą Bożeną Wahl i Waldemarem Świerzym
- 1974 Galeria Latina, Sztokholm
- 1974 “Erotic Art” Ventura, California – z udziałem m.in.: Jan Dobkowski, Jan Lebenstein, Stefan Żechowski
- 1972 Wert-Galerie, Wiedeń – z udziałem m.in.: Maria Anto, Jerzy Tchórzewski, Jacek Gaj, Leszek Rózga, Jerzy Stajuda, Jan Tarasin
- 1968 Galerie Desbriere, Paryż

## Galeria

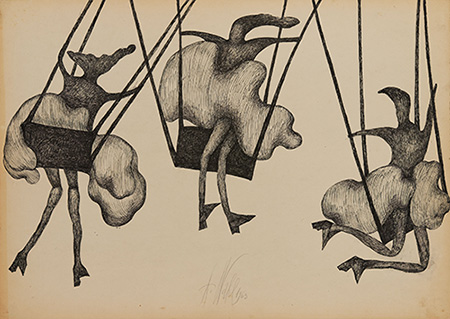
Alicja Wahl, 1963, tusz na papierze, 50 x 70 cm
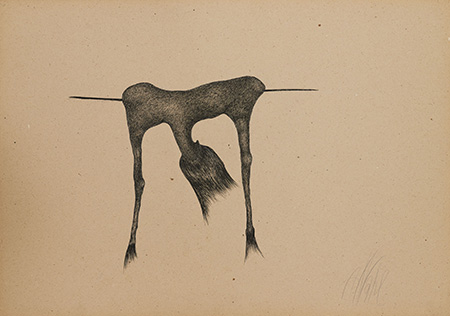
Alicja Wahl, lata 60., tusz na papierze, 70 x 100 cm
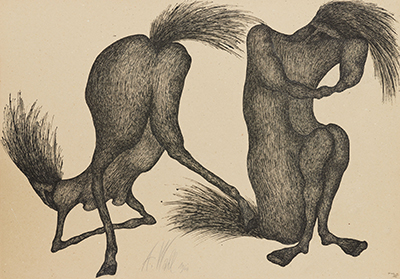
Alicja Wahl, 1966, tusz na papierze, 70 x 100 cm
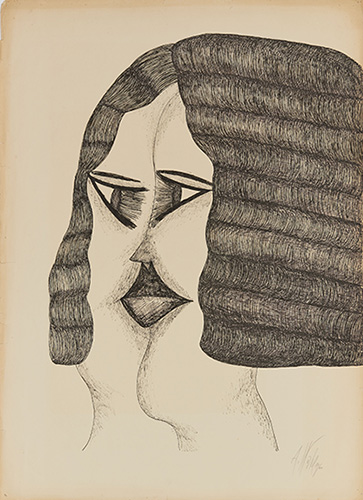
Alicja Wahl, 1960, tusz na papierze, 70 x 50 cm
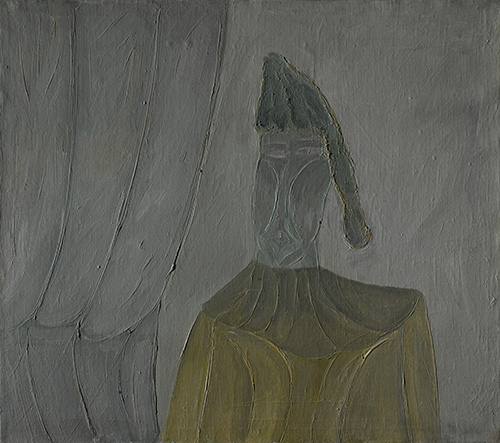
Alicja Wahl, lata 60., olej na płótnie, 79 x 90 cm
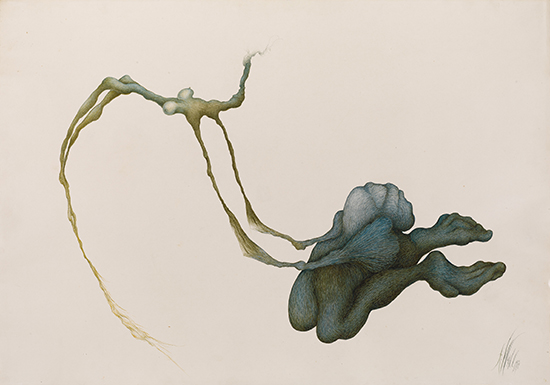
Alicja Wahl, 1974, tusz na papierze, 70 x 100 cm
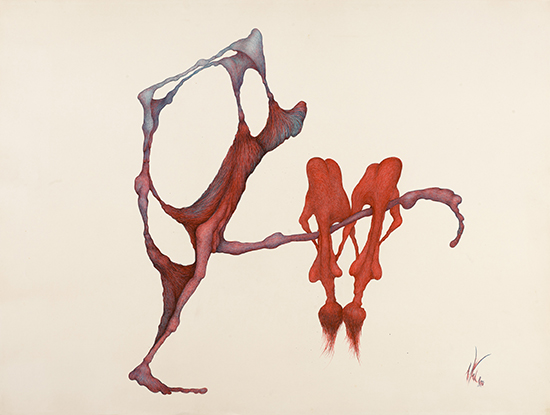
Alicja Wahl, “Bliźniaczki” rysunek z cyklu autoportrety, 1973, tusz na papierze, 75 x 100 cm
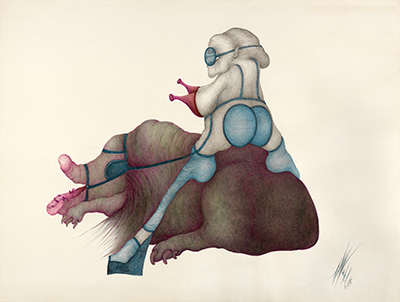
Alicja Wahl, 1973, tusz na papierze, 75 x 100 cm Z kolekcji Grażyny Kulczyk.
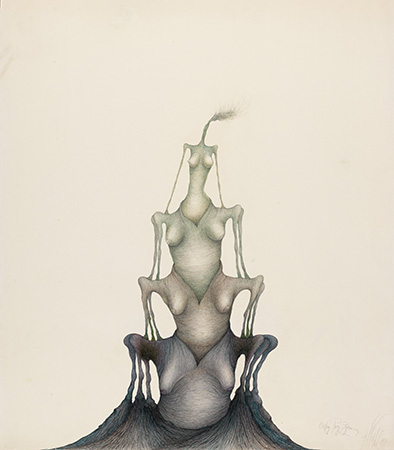
Alicja Wahl, “Cztery pory życia”, 1974, tusz na papierze, 80 x 70 cm Z kolekcji Grażyny Kulczyk
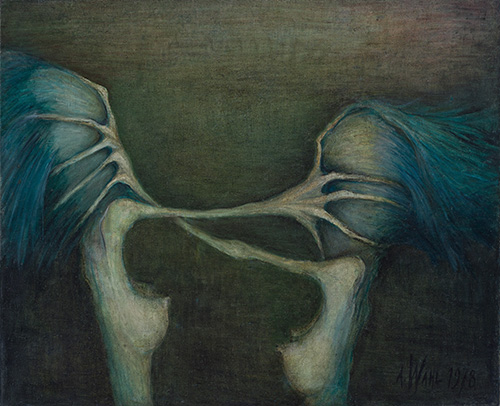
Alicja Wahl, “My dwie”, 1978,  olej na płótnie, 88 x 108 cm
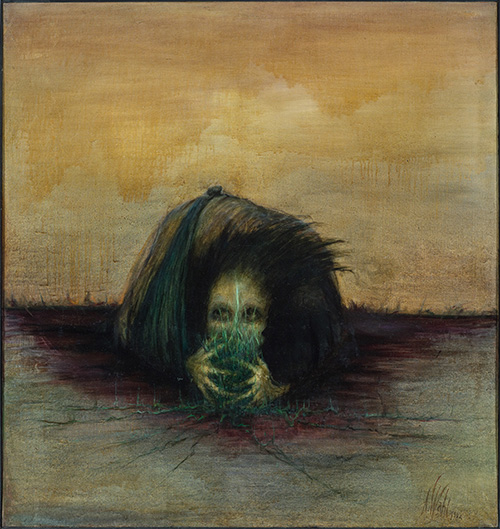
Alicja Wahl, “Ku górze”, 1978, olej na płótnie, 130 x 125 cm
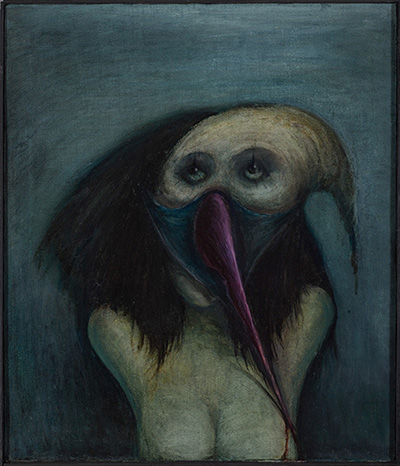
Alicja Wahl, “Zakapturzona”, 1978, olej na płótnie, 76 x 66 cm
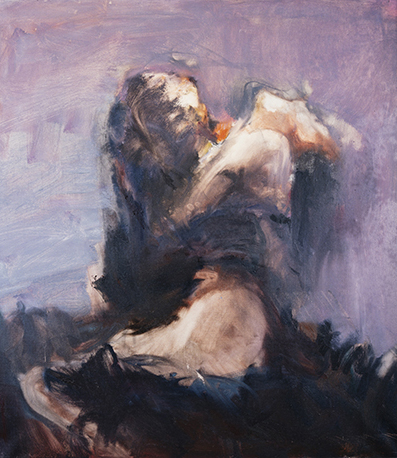
Alicja Wahl, “My!”, 1990, olej na płótnie, 110 x 100 cm
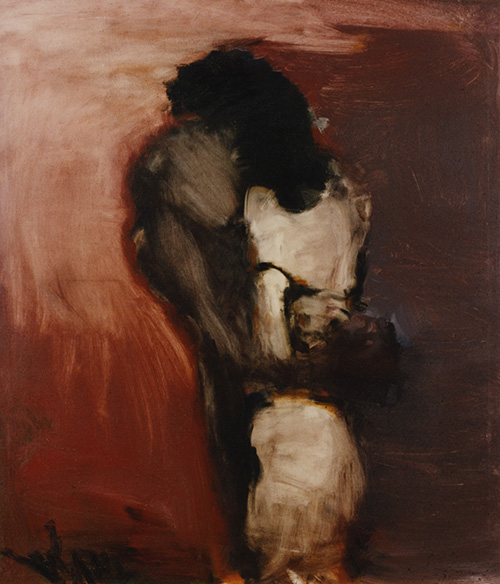
Alicja Wahl, 1992, olej na płótnie,100 x 89 cm
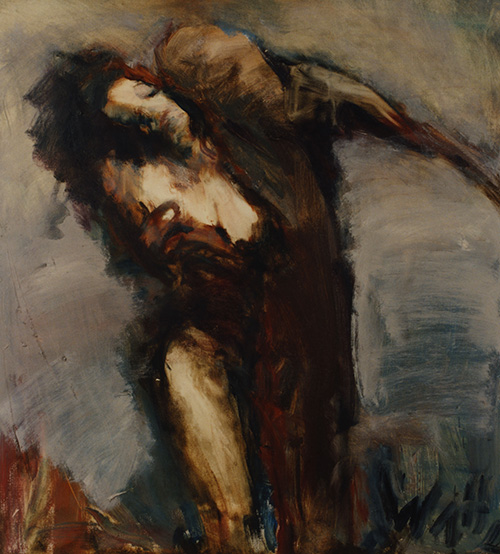
Alicja Wahl, 1992, olej na płótnie, 110 x 100 cm
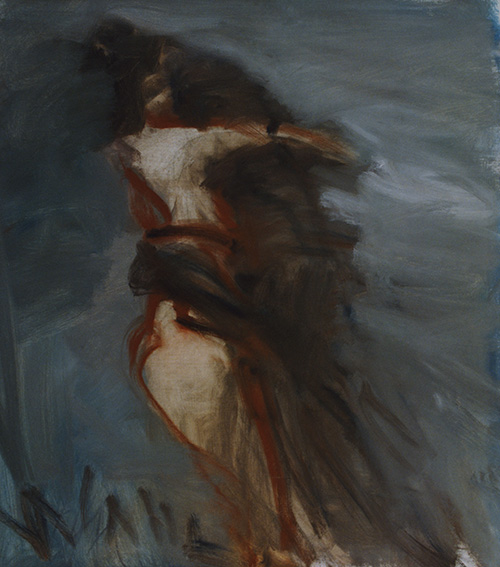
Alicja Wahl,1989, olej na płótnie, 97 x 110 cm
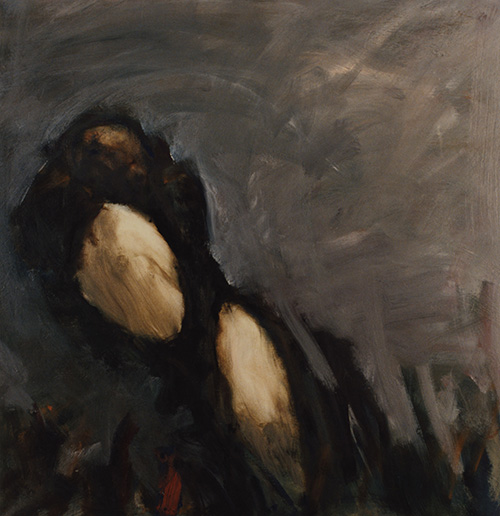
Alicja Wahl, 1989, olej na płótnie, 97 x 110 cm
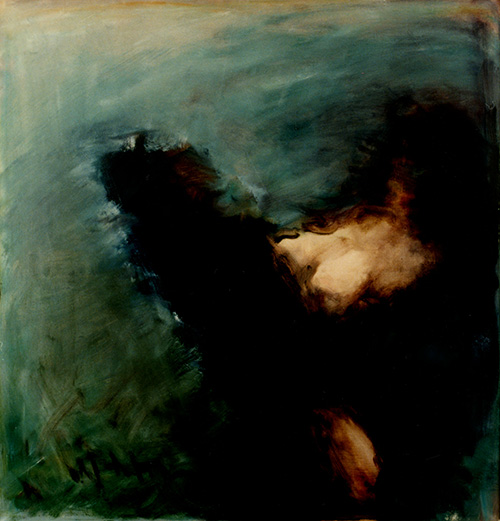
Alicja Wahl, 1989, olej na płótnie, 97 x 110 cm